# Germanodactylus
A Germanodactylus („német ujjú”) a pteroszauruszok rendjébe tartozó repülő őshüllők fosszilis neme, amely a késő jura korban élt. Fosszíliái Németországból, főleg a solnhofeni mészkőből kerültek elő. Jellegzetessége volt a feje tetején végigfutó, félig csontos taraj.

## Megjelenése

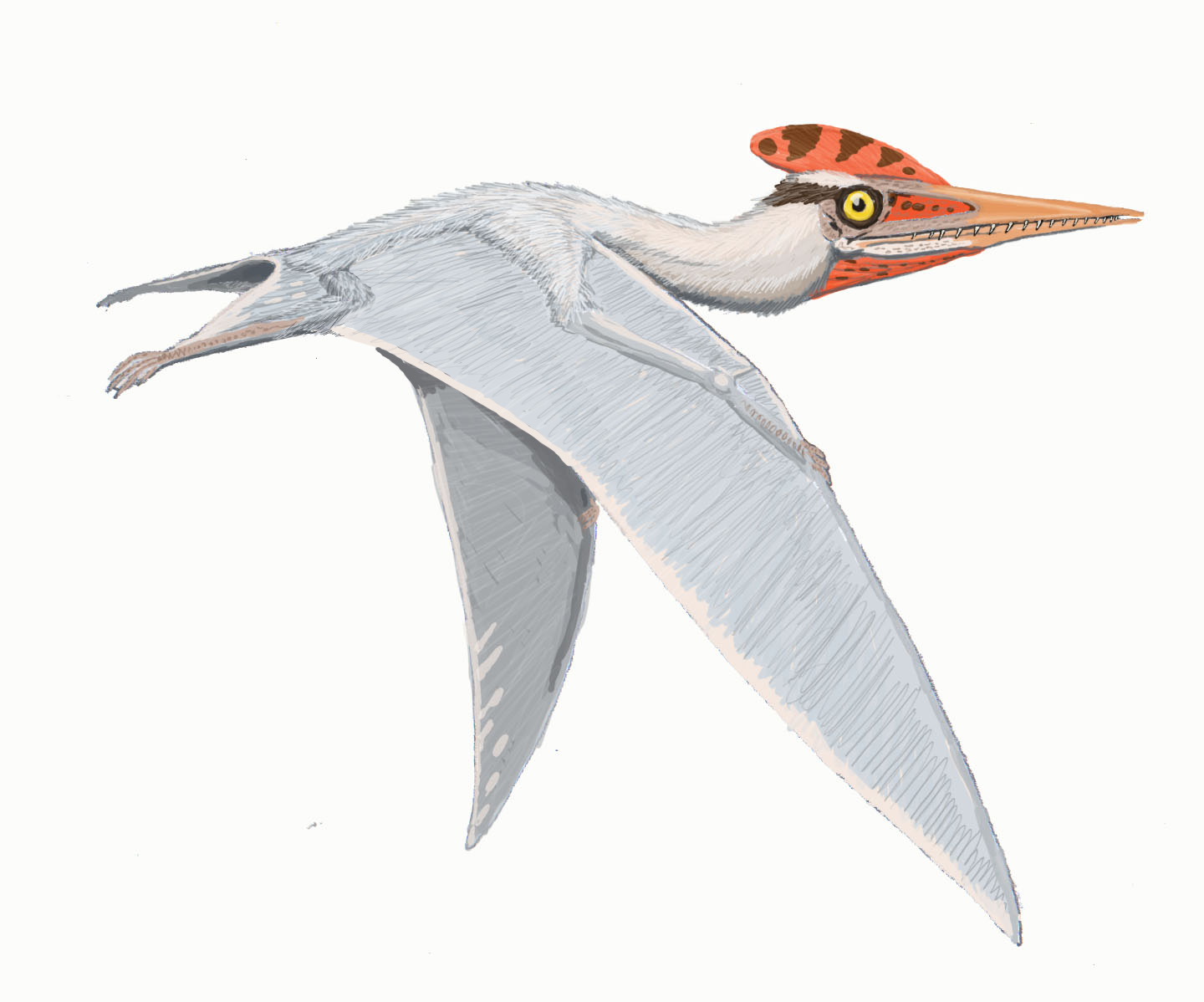
A Germanodactylus rhamphastinus feltételezett külseje

A Germanodactylusok súlyra hollóméretű állatok voltak. A G. cristatus szárnyfesztávolsága 98 cm volt, koponyája pedig 13 cm hosszú. A G. rhamphastinus valamivel nagyobb volt, fesztávja 108 cm, feje pedig 21 cm-es.
A Germanodactylus fején tarajt viselt, amelynek volt egy csontos része (a koponya közepén végigfutó alacsony kiemelkedés) és egy lágyszövetes rész, amely több mint megkétszerezte a taraj magasságát. A G. rhamphastinus-nál a csontos kiemelkedés magasabb volt, mint a G. cristatus-nál. A lágyszövetes rész létét csak 2002-ben ismerte fel S. Christopher Bennett; feltehetően elszarusodott bőrszövetből állt. A Germanodactylus az első repülő őshüllő, amelyiknél sikerült bebizonyítani, hogy a taraj nem csak csontból állt, de feltehetően a többi pteroszaurusz fején is díszelegtek hasonló struktúrák. Az ismert fajok közül a legkisebb taraja az Austriadactylus-nak volt, míg a legfejlettebb a Hamipterus-é és Tapejara-é. A Darwinopterus és a Cuspicephalus fején sajátos szerkezetű, rostos csontból álló kiemelkedést viselt.

## Taxonómia
A Germanodactylus nem annyira specializált, mint a kréta pteroszauruszai és a csoporton belül többször átsorolták. A genus elnevezője, Jang Csung-tien külön családot is alkotott a részére. Bennett a genust a Pterodactylidae családba helyezte, Alexander W.A. Kellner is a Pterodactylusok rokonának vélte 2003-as filogenetikai könyvében. David M. Unwin a Dsungaripteroideákkal rokonította őket; ez a család később kagylóevésre specializálódott.

## Felfedezése

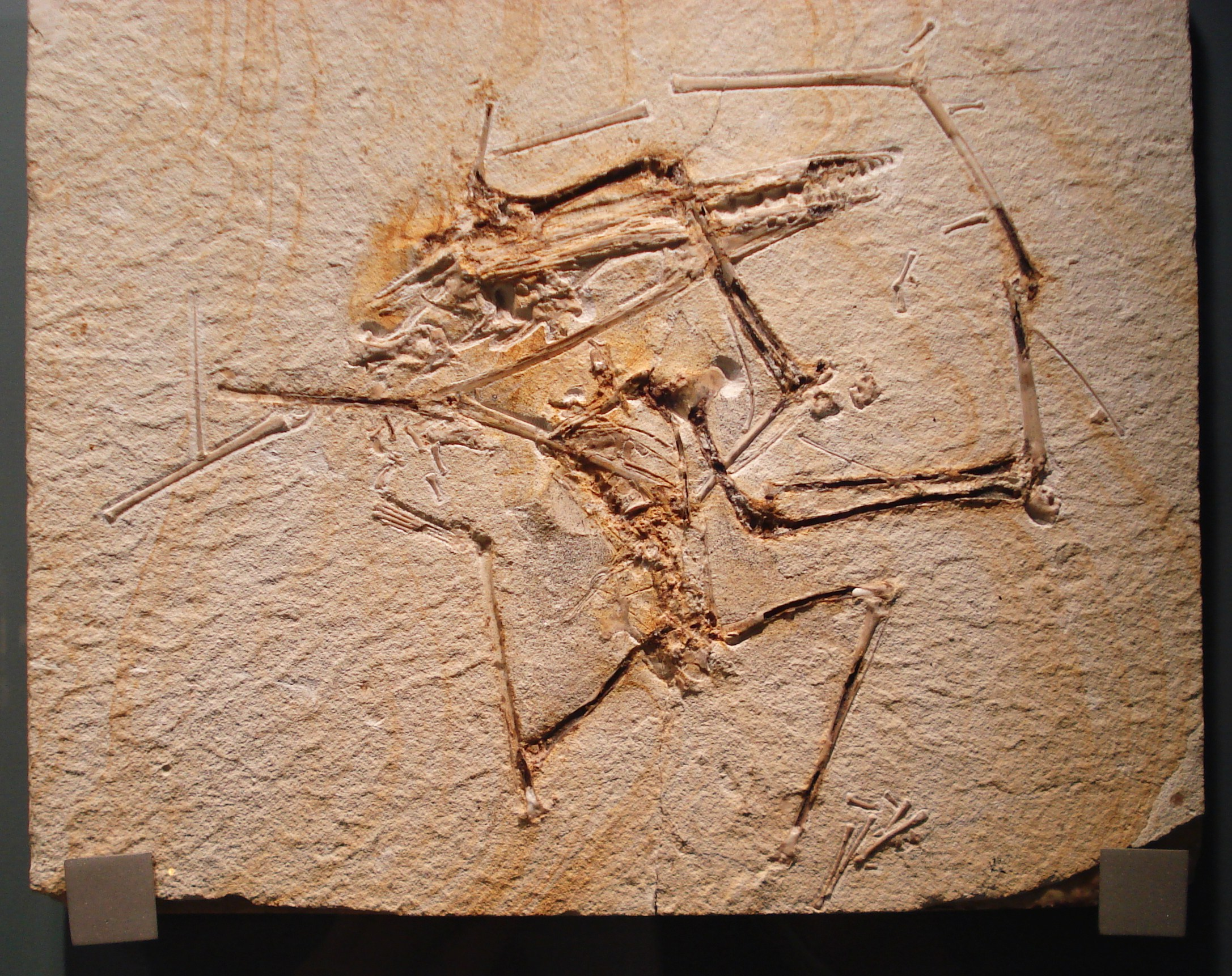
Germanodactylus ramphastinus

A G. cristatus első fosszíliáját 1892-ben találták a németországi Eichstättben, solnhofeni mészkőben. Leírását 1901-ben közölte Plieninger, aki Pterodactylus kochi-nak nevezte el. Mai fajnevét (cristatus, jelentése tarajos) Carl Wiman adta neki 1925-ben. 1964-ben Jang Csung-tien külön genusba helyezte a fajt. A G. ramphastinus-t már 1851-ben leírta Johann Andreas Wagner, mint az (azóta már elavult) Ornithocephalus nem egyik tagját. Fajneve a tukán görög nevéből (ramphastinos) származik. A fosszíliát ugyanebben az évben találták a német Daitingban. A Germanodactylus nembe Peter Wellnhofer sorolta 1970-ben.
Bennett 1996-ban felvetette, hogy a Germanodactylus a Pterodactylus fiatal formája lehet, de ezt az állítását később többen cáfolták (köztük saját maga is). 2006-ban újraértékelte a genust és mindkét faját megalapozottnak találta. A G. cristatus-nak négy fosszíliája ismert, közülük kettő fiatal példány; a G. rhamphastinus-nak két kövülete maradt fenn. Jellegzetes tulajdonságaik az állkapocs egészen hegyes vége, az erőteljes 4-5 premaxilláris és 8-12 maxilláris fog (külön a bal és jobb oldalon), amelyek mérete a Pterodactylus-tól eltérően nem növekszik az állkapocs csúcsa irányában; a fenestra antorbitalis (szemüreg előtti koponyanyílás) kétszer hosszabb a szemüregnél és más, arányokban mutatkozó különbségek. A G. cristatus és a G. rhampastinus közötti különbség, hogy az elsőnek nincsenek fogai az állkapocs csúcsán és általában kevesebb foga van (~13 a felső állkapocs mindkét oldalán, ~12 alul; szemben a G. rhamphastinus felül 16, alul 15 fogszámával.

## Fordítás
Ez a szócikk részben vagy egészben  a   Germanodactylus című angol Wikipédia-szócikk ezen változatának fordításán alapul.  Az eredeti cikk szerkesztőit annak laptörténete sorolja fel. Ez a jelzés csupán a megfogalmazás eredetét és a szerzői jogokat jelzi, nem szolgál a cikkben szereplő információk forrásmegjelöléseként.